# Bedna.TV
Bedna.TV je on-line televize zaměřená na mladší generaci. Využívá flashové aplikace. Poskytuje kontinuálního online vysílání, nebo výběr z archivu. Ve všední dny nabízí originální program, o víkendu pak reprízy pořadů z aktuálního týdne, filmové okno a videoklipy. Jedná se o akciovou společnost se základním jměním 2 mil. Kč, vzniklou v srpnu 2008. 
Stanice Bedna TV začala vysílat 1. prosince 2008 a nabízí pořady od kultury přes sport, dokumenty až po zpravodajství. Základem má být vlastní tvorba, kterou si od dramaturgie až po postprodukci obstarává televize sama.

## Pořady Bedna.TV
- Dexter Power - Reportáže ze situací a prostředí, které nejsou běžně přístupné. moderátor: Dexter, Periodicita: 14 denní
- Nasty Industry - Pořad o strojích a mašinách. Moderátor: Nasty, periodicita: 14 denní
- Pimp My Dance - Pořad zaměřený na tanec. Moderátor: Freaky Jezus, periodicita: 14 denní
- Na Hajzlu - Rozhovory s různými osobnostmi. Periodicita: týdenní
- Naběračka - Pořad o vaření. Moderátor: Martina, periodicita: 14 denní
- Na Kloub - Reportáže o tom, jak se vyrábí, nebo jak fungují různé věci. Moderátor: Tobi a Vladimír, periodicita: 14 denní
- Zprávy z hradu - Loutkové zpravodajství divadelního souboru Buchty a Loutky o událostech minulého týdne. Moderátor: doktor Čů a slečna Pí, periodicita: týdenní
- Zkušebny - Reportáže ze zkušeben českých kapel. Periodicita: 14 denní
- Mr.Úchylka - Animovaný 3D seriál. Periodicita: měsíčník
- Výchovna - Pořad Karla a Máni z Pražské 5. Moderátor: Karel a Máňa, periodicita: týdenní
- Backstage - Reportáže ze zákulisí kulturních událostí a akcí. Periodicita: týdenní
- S mámou po hradech - Pořad o českých hradech. Moderátor: Beatboxer Jony Týpek a jeho máma, periodicita: 14 denní
- Cizinci - Rozhovory s cizinci, kteří žijí v České republice. Periodicita: 14 denní
- Na Bedně - Cyklus reportáží a rozhovorů z oblasti běžných sportů. Periodicita: občasník
- X Bedna - Pořad představující adrenalinové sportovce. Periodicita: 14 denní
- Ze.Mě - Pořad o cizích zemích bez komentáře. Periodicita: 14 denní